# Britanska Indija
Britanska Indija je skupen naziv za britansko vladavino na območju Indijske podceline med letoma 1612 in 1947, najprej prek Britanske vzhodnoindijske družbe in kasneje neposredno pod britansko krono. Celotno območje so imenovali kar Indija, vključevalo pa je ozemlja pod neposredno britansko administracijo, kot tudi t. i. prinčevske države z lokalnimi voditelji, ki pa so bili pod britansko nadoblastjo. Obdobje delimo na tri podobdobja:
- vzpostavljanje trgovskih postojank Britanske vzhodnoindijske družbe, predvsem v obalnih predelih po dogovoru z mogulskimi cesarji (1612–1757). V tem času so Britanci tekmovali za nadzor in trgovske privilegije s trgovskimi mornaricami Portugalske, Danske, Nizozemske in Francije.
- vladavina Britanske vzhodnoindijske družbe (1757–1858), ko je podjetje sčasoma pridobilo oblast nad večjim delom podceline. Hkrati je bilo vedno bolj pod državnim nadzorom in izgubljalo je trgovski monopol.
- neposredna oblast britanske krone, t. i. britanski Radž (1858–1947), je sledila indijski vstaji leta 1857. Kasneje so bila koloniji priključena še sosednja ozemlja pod britansko oblastjo, kot je Zgornja Burma.

Ozemlje je bilo leta 1947 razdeljeno na dominion Indija (nekaj let kasneje preoblikovan v suvereno državo Indijo) in dominion Pakistan. Slednji je leta 1956 postal suverena država Pakistan, od katere se je 15 let kasneje odcepil Bangladeš. Na skrajnem vzhodu je bilo k Britanski Indiji priključeno še ozemlje današnjega Mjanmarja (Burme), ki je leta 1937 postala avtonomna provinca in se osamosvojila leta 1948.